# Glenea apicepurpurata
Glenea apicepurpurata es una especie de escarabajo del género Glenea, familia Cerambycidae. Fue descrita científicamente por Hüdepohl en 1990.
Habita en Filipinas. Esta especie mide 17,5-21,8 mm.